# Квана (Техас)
Квана (англ. Quanah) — місто (англ. city) в США, в окрузі Гардеман штату Техас. Населення — 2279 осіб (2020).

## Географія
Квана розташована за координатами 34°17′43″ пн. ш. 99°44′34″ зх. д. / 34.29528° пн. ш. 99.74278° зх. д. (34.295366, -99.742889).  За даними Бюро перепису населення США в 2010 році місто мало площу 9,00 км², уся площа — суходіл.

### Клімат
| Клімат : Квана        | Клімат : Квана | Клімат : Квана | Клімат : Квана | Клімат : Квана | Клімат : Квана | Клімат : Квана | Клімат : Квана | Клімат : Квана | Клімат : Квана | Клімат : Квана | Клімат : Квана | Клімат : Квана | Клімат : Квана |
| Показник              | Січ.           | Лют.           | Бер.           | Квіт.          | Трав.          | Черв.          | Лип.           | Серп.          | Вер.           | Жовт.          | Лист.          | Груд.          | Рік            |
| Середній максимум, °C | 12,2           | 14,4           | 19,4           | 24,4           | 28,9           | 34,4           | 36,7           | 36,7           | 32,2           | 26,1           | 18,3           | 12,8           | 24,8           |
| Середній мінімум, °C  | −2,2           | −0,6           | 3,3            | 8,9            | 12,2           | 19,4           | 21,7           | 21,7           | 17,2           | 10,6           | 3,3            | −1,1           | 9,6            |
| Норма опадів, мм      | 18             | 23             | 36             | 66             | 91             | 86             | 53             | 56             | 69             | 71             | 28             | 30             | 625            |
| --------------------- | -------------- | -------------- | -------------- | -------------- | -------------- | -------------- | -------------- | -------------- | -------------- | -------------- | -------------- | -------------- | -------------- |
| Джерело: Weatherbase  |                |                |                |                |                |                |                |                |                |                |                |                |                |

## Демографія
Згідно з переписом 2010 року, у місті мешкала 2641 особа в 1116 домогосподарствах у складі 712 родин. Густота населення становила 293 особи/км².  Було 1485 помешкань (165/км²).
Расовий склад населення:
| - 84,0 % — білих - 7,0 % — чорних або афроамериканців - 0,4 % — корінних американців - 0,3 % — азіатів - 4,9 % — осіб інших рас |

До двох чи більше рас належало 3,3 %. Частка іспаномовних становила 20,4 % від усіх жителів.
За віковим діапазоном населення розподілялося таким чином: 25,4 % — особи молодші 18 років, 55,3 % — особи у віці 18—64 років, 19,3 % — особи у віці 65 років та старші. Медіана віку мешканця становила 41,6 року. На 100 осіб жіночої статі у місті припадало 94,3 чоловіків;  на 100 жінок у віці від 18 років та старших — 87,5 чоловіків також старших 18 років.
Середній дохід на одне домашнє господарство  становив 43 789 доларів США (медіана — 31 505), а середній дохід на одну сім'ю — 57 224 долари (медіана — 41 767). За межею бідності перебувало 15,6 % осіб, у тому числі 14,6 % дітей у віці до 18 років та 14,9 % осіб у віці 65 років та старших.
Цивільне працевлаштоване населення становило 954 особи. Основні галузі зайнятості: освіта, охорона здоров'я та соціальна допомога — 30,7 %, виробництво — 12,1 %, мистецтво, розваги та відпочинок — 10,0 %, роздрібна торгівля — 8,2 %.